# 에두아르드 리모노프
에두아르드 리모노프(Эдуард Лимонов, 1943년 2월 2일 ~ 2020년 3월 17일)는 러시아의 유명 작가이자 정치인이다.
본명은 에두아르드 베니아미노비치 사벤코(Эдуард Вениаминович Савенко).
작가로서는 <It's Me Eddie(1979)> , <Anatomy of a Hero(1995)> 등의 작품을 발표했으며, 그의 작품 중 몇몇은 프랑스와 미국 등지에서 베스트 셀러의 반열에 오르기도 했다.
미국과 프랑스에서 작가로 활동하다 소련이 해체되고 귀국하여 민족 볼셰비키당을 창당, 당이 비합법화된 2007년 이후에도 정치활동을 계속하며 정권 탈환을 노렸지만, 결국 사망했다.

## 생애
1943년 소련 제르진스크에서 태어나 우크라이나 하르키우에서 자랐다. 독서를 장려한 부모님의 영향으로 어려서부터 여러 문학 작품을 탐독하며 시인의 꿈을 키웠다. 청소년 시절에는 동네의 불량배들과 어울리며 각종 범죄와 기행을 저지른 끝에 정신병원에 수감되기도 했는데, 그의 재능이 썩는 것을 안타까워 한 의사의 소개로 하리코프 시의 '제 41 서점'에서 한동안 근무하게 된다. 이 서점은 사실 러시아의 언더그라운드 시인들이 자신들의 회합장소로 사용하는 곳이었고, 리모노프 역시 이들과 함께 어울리며 지낸다. 1974년 미국으로 이주한 그는 뉴욕에 정착해 러시아 출신 이민자들과 함께 지내며 러시아어 신문의 교정자로 일했다. 그는 또한 트로츠키주의를 신봉하는 그룹인 '사회주의 노동자당(Socialist Worker's Party)'의 일원이기도 했는데, 소련 출신의 공산주의 정당 당원이라는 사실 때문에 스파이라는 오해를 받아 FBI에게 지속적으로 시달려야 했다고 한다. 1980년, 에두아르드는 그의 첫 장편소설인 'It's Me Eddie'를 출판하기 위해 프랑스로 이주. 베스트셀러 작가의 반열에 오르게된다. 1987년, 미하엘 고르바초프 치하의 자유화 분위기에 의해 리모노프의 소련 시민권이 복원되자 그는 부인인 나탈리아 메드베데바(Natalya Medvedeva)와 함께 조국으로 돌아온다. 1991년 소련이 붕괴하자 그는 알렉산드르 두긴과 함께 민족 볼셰비키당을 창당. 소비에트 제국의 부활을 위한 대중운동을 이끌어갈 지도자로 부각되었다. 나치와 볼셰비즘, 펑크 무브먼트의 매력적인 상징들을 조합한 이 새로운 운동은 청년들의 열광적인 지지를 불러 일으켰고, 90년 대 후반에는 러시아에서 무시할 수 없는 영향력을 가진 반체제 정당으로 성장했다.
2007년 당이 불법화 됨에 따라, 리모노프는 '다른 러시아(Other Russia)'라는 정당을 창당하고 지도자로서 활동하고 있다.
2020년 3월 17일 향년 77세의 나이로 사망하였다.

## 작품 성향
에두아르드 리모노프의 작품들은 대체적으로 본인의 실제 체험에 근거한, 허구가 포함된 회고록의 형식으로 발표되었다. 냉소주의에 기반한 그의 작품 스타일은 그가 청년 시절에 느꼈던 상대적 박탈감과 열등의식, 사디즘적 성향, 파괴적인 본능 등을 도덕에 얽매이지 않고 자유롭게 풀어낸 작품으로 젊은이들 사이에서 높은 인기를 얻었다.

## 정치 사상
그는 서방의 언론으로부터 종종 파시스트로 묘사되는 경우가 적지 않으나, 실제로는 좌파 민족주의에 가까운 정치적 신념을 가지고 있다. 그의 대통령 출마 선언문을 보면, 에너지관련 기업들과 건설업의 국유화, 자본의 국외 유출 금지와 물가 동결 등의 좌파적 의제들이 러시아 민족주의와 유기적으로 결합되어 있는 것을 확인할 수 있다.

## 같이 보기
- 민족 볼셰비즘
- 민족 볼셰비키당
- 알렉산드르 두긴
- 블라디미르 지리노프스키